# مارکوس باکلند
مارکوس باکلند (انگلیسی: Marc Buckland؛ زادهٔ ) تهیه‌کننده تلویزیونی و کارگردان تلویزیونی اهل ایالات متحده آمریکا است. وی از سال ۱۹۸۷ میلادی تاکنون مشغول فعالیت بوده‌است.
وی همچنین برندهٔ جوایزی همچون جوایز امی ساعات پربیننده، جایزه امی ساعات پربیننده برای بهترین کارگردانی مجموعه تلویزیونی کمدی، و جایزه انجمن کارگردانان آمریکا شده‌است.